# Peticano
En Tipografia, les dimensions relatives de lletra, des dels inicis de la impremta fins a la introducció del sistema Didot cap a finals del segle xix, es mesuraven per «graus». Així, el grau de lletra Peticano (del francès, Petit Canon) fa referència a una mida de lletra proper a un cos de 26 punts.
És una mida de lletra relativament gran per a la composició de text, que està per sota del grau de Canon i per sobre del grau de Misal. Sovint acompanyava els títols o servia per als textos introductoris o bé per destacar part del contingut d'un llibre. Des d'una perspectiva contemporànea es podria considerar aquesta mida de lletra per a usos de macrotipografia.